# Comité Provisoire de Gestion des Transports en Commun de la région Verviétoise
De Comité Provisoire de Gestion des Transports en Commun de la région Verviétoise of kortweg VTC,  was een vervoerbedrijf dat stads- en streekvervoer exploiteerde in de gemeente Verviers.

## Geschiedenis

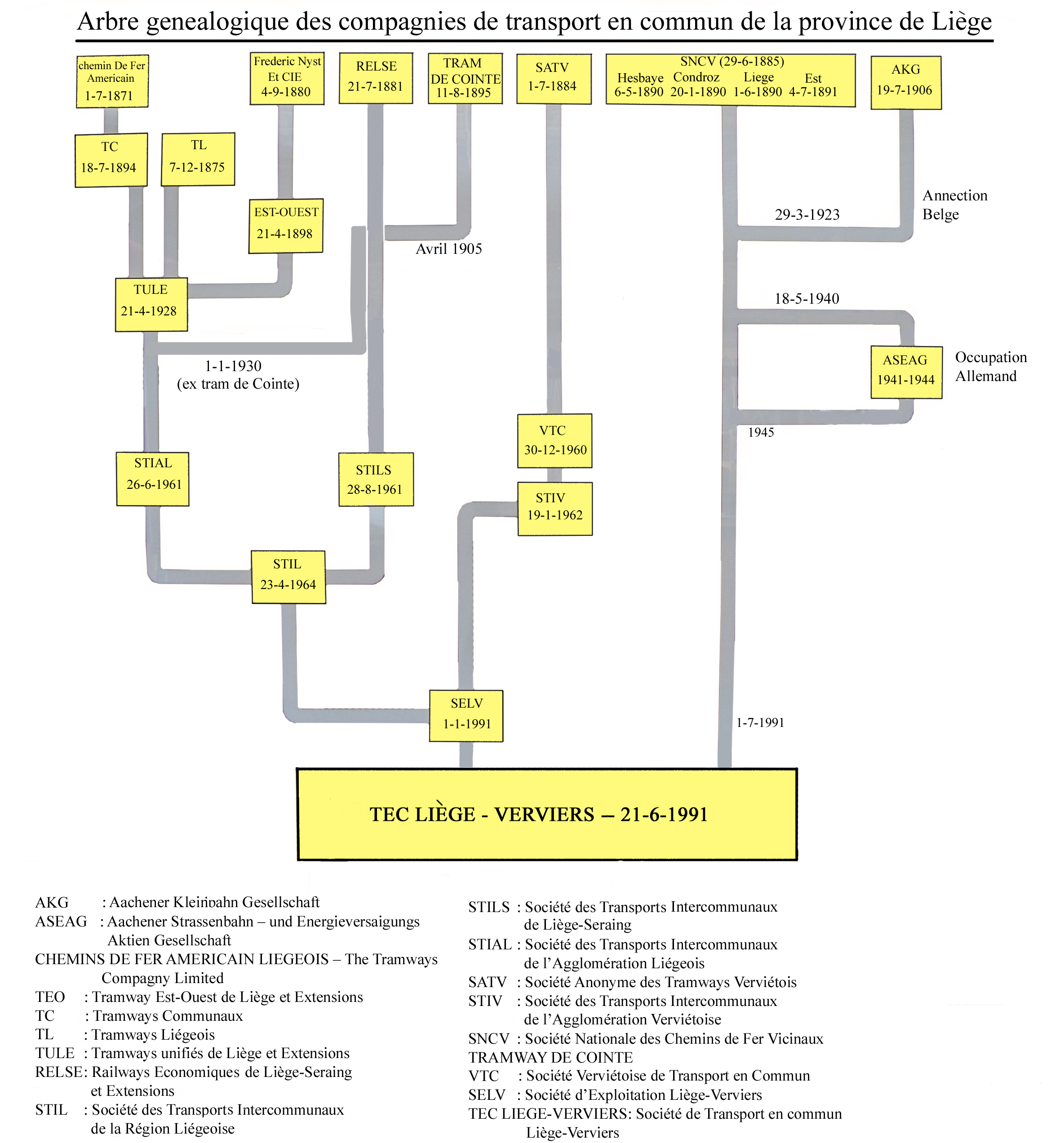
Geschiedenis van VTC

In 1960 werd VTC opgericht om op 1 januari 1961 tijdelijk de vergunningen over te nemen van T.V. totdat een nieuwe vervoerder de vergunningen overnam. VTC bleef 1 jaar, tot november 1962, bestaan nadat het werd overgenomen door STIV. Hiermee werden de vergunningen weggekaapt van de NMVB, die toen ook een oogje had op deze vergunningen. De gemeente wilde graag weer een stadsbedrijf terugkrijgen wat leidde tot de oprichting van STIV.

## Exploitatie
VTC exploiteerde verschillende bus- en tramlijnen in de gemeente Verviers. Dit gebeurde veelal met eigen materieel afkomstig van T.V.. Vanwege het korte bestaan en het feit dat het een tijdelijk beheersorgaan was, werd er tijdens het bestaan van VTC geen nieuw materiaal aangeschaft.